# 572e Volksgrenadier Division
La 572e Volksgrenadier Division est une division d'infanterie allemande de la Seconde Guerre mondiale. Formée à partir des débris de la 340e division d'infanterie, elle est renommée pour devenir la 340e Volksgrenadier Division le 4 septembre 1944

## Commandant
- Generalleutnant Theodor Tolsdorff

## Composition
- Grenadier-Regiment 1174
- Grenadier-Regiment 1175
- Grenadier-Regiment 1176
- Artillerie-Regiment 1572
- Divisionseinheiten 1572